# Socket TR4
Socket TR4 (Socket SP3r2) — це LGA (land grid array) роз'єм мікропроцесорів, розроблений компанією AMD для настільних високопродуктивних процесорів сімейства Zen — Ryzen Threadripper. Старт продажів відбувся 10 серпня 2017 року. Це фізично такий самий, але не сумісний з серверним сокетом SP3. Socket TR4 — це перший сокет LGA для споживачів продукції AMD. Сокет надійшов у продаж тільки з одним чипсетом X399.

## Особливості
- підтримка 4 канальної пам'яті DDR4[3]
- 66 лінії PCIe 3.0 (64 лінії від процесора, плюс чипсет), і 8 ліній PCIe 2.0 від чипсету
- до двох портів USB 3.1 Gen2
- до 14 портів USB 3.1 Gen1
- до 6 портів USB 2.0
- до 12 портів SATA
- SATA RAID 0, 1, 10